# Georg Haus (Verbandsfunktionär)
Georg Haus war ein deutscher Vereins- und Verbandsfunktionär.
Haus, der als Offizier bis zum Hauptmann aufgestiegen war, war im 1868 gegründeten Taunusklub Stammklub in Frankfurt am Main aktiv. Nachdem sich der Taunusklub ab 1879 um die Bildung eines zentralen Touristen-Verbands bemüht hatte, kam es im Jahr 1882 auf Initiative von Haus zur Einberufung eines „Committes“. Dieser „provisorische Zentral-Ausschuss“ erarbeitete einen Satzungs-Entwurf. Bei der konstituierenden Sitzung am 14. Mai 1883 in Fulda wurde der Verband Deutscher Touristenvereine, dem sich anfänglich 15 Wandervereine mit über 11.000 Mitgliedern anschlossen, mit Haus als erstem Vorsitzenden gegründet. Er blieb in diesem Amt bis 1891. Während seiner Amtszeit vergrößerte sich der Verband (1886: 22 Vereine mit 21.200 Mitgliedern) und 1884 wurde der Tourist als Verbandsorgan eingeführt.